# Virtual Fishing
Virtual Fishing (バーチャルフィッシング) est un jeu vidéo de pêche sorti en 1995 et sur Virtual Boy. Le jeu a été développé et édité par Pack-In-Video au Japon. L'éditeur THQ a annulé sa sortie sur le territoire américain en raison des ventes médiocres de la Virtual Boy.